# بلترير
البُلْتَرْيَر أو (نقحرة: بول تيرير) أو كلب الفئران هو سلالة من الكلاب من عائلة تيرير. هناك أيضًا نسخة مصغرة من هذه السلالة المعروفة رسميًا باسم مينياتور بُلْتَرْيَر

## مظهر خارجي

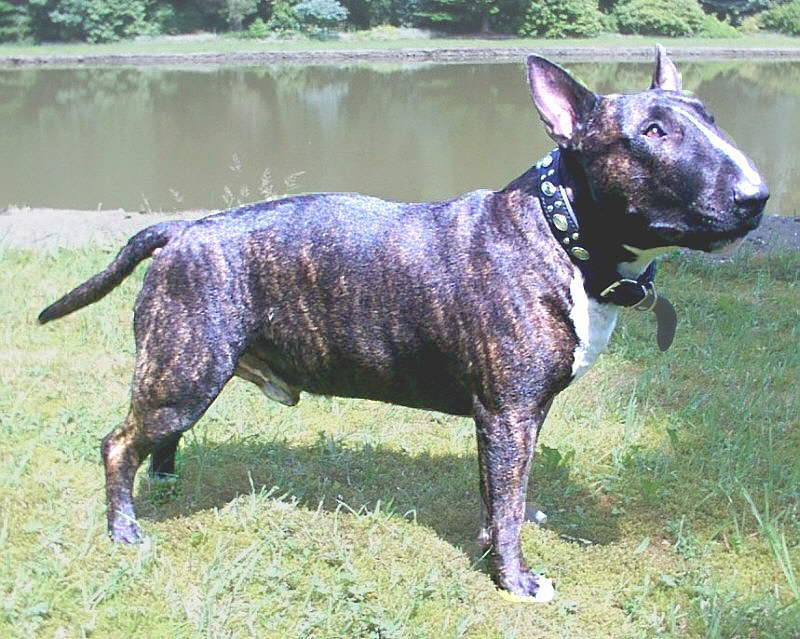
جحر الثور البري يظهر شكل الرأس والعينين المثلثتين والجسم القوي والعضلي للغاية

الميزة الأكثر تميزًا لـ بُلْتَرْيَر هو رأسه، الموصوف بـ «رأس على شكل بيضة»، بـ النظر إليه من الأمام؛ يكون الجزء العلوي من الجمجمة مسطحًا تقريبًا. بينما ينحني المظهر الجانبي لأسفل برفق من أعلى الجمجمة إلى طرف الأنف، وهو أسود اللون ومثني لأسفل عند الظهر، مع فتحتي أنف متطورتين، الفك السفلي عميق وقوي. العيون المثلثة الفريدة صغيرة ومظلمة وعميقة. هي الكلاب الوحيدة التي لها عيون مثلثة. جسمها ممتلئ ومستدير، بأكتاف عضلية قوية. يُحمل الذيل أفقياً. الوانه إما أبيض، أحمر، أسود، رمادي داكن، أو مزيج منها.

## طبع
يمكن أن تكون بُلْتَرْيَر مستقلة وعنيدة  فـ لهذا السبب لا تعتبر مناسبة لمالك كلب عديم الخبرة. تمتلك مزاجًا متساويًا وقابل للانضباط. على الرغم من العناد، إلا أن السلالة جيدة خصوصاً مع الناس. تحتوي التنشئة الاجتماعية المبكرة أنه سيتماشى مع الكلاب والحيوانات الأخرى. توصف شخصيتهم بأنها شجاعة، مليئة بالروح، مع موقف محب للمرح،  مُحب للأطفال وعضو مثالي في الأسرة. على الرغم من أن السلالة كانت هدفًا للتشريعات الخاصة بالسلالة، إلا أن دراسة أجريت عام 2008 من المستردين الذهبيين في ألمانيا لم تجد اختلاف كبير في العامة.

## صحة
يحدث الصمم في 20.4٪ من كلاب بُلْتَرْيَر البيضاء النقية و 1.3٪ من الملونة،  غالبًا ما يصعب ملاحظتها في سن مبكرة. تميل العديد من هذه الفصيلة إلى تطوير حساسية الجلد. يمكن أن تؤدي لدغات الحشرات، مثل تلك الناتجة عن البراغيث وأحيانًا البعوض والعث، إلى استجابة تحسسية عامة للشرى والطفح الجلدي والحكة. حددت دراسة استقصائية عن سلالات المملكة المتحدة متوسط عمرها الافتراضي 10 سنوات ومتوسطها عند 9 سنوات (1، RSE = 13.87٪ 2)، مع وجود عدد كبير من الكلاب تعيش من 10 إلى 15 عامًا.

## تاريخ

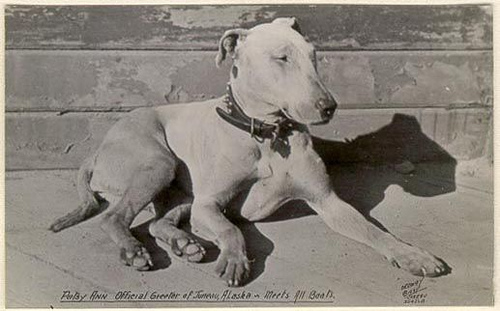
جيمس هينكس بول جحر

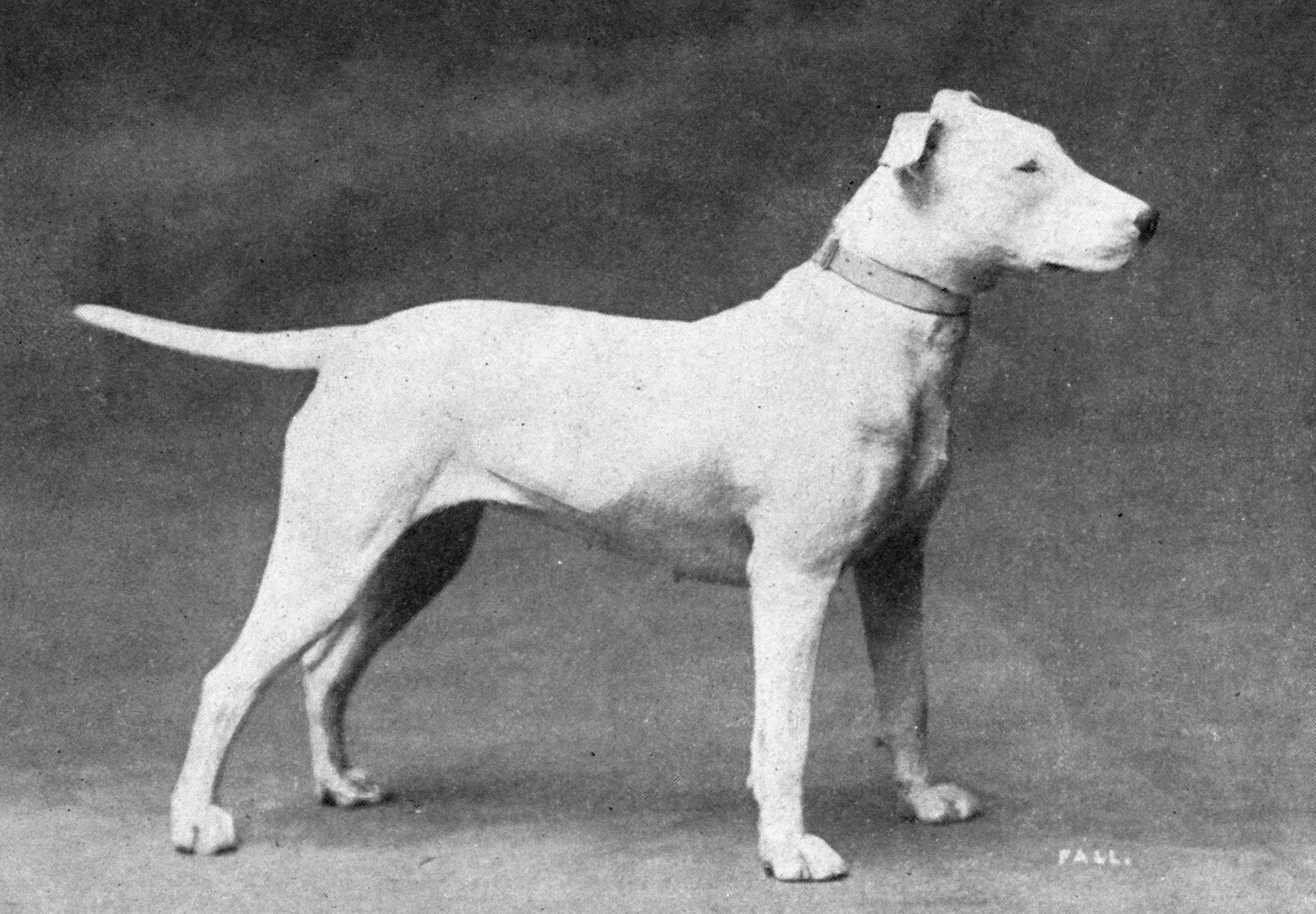
A Bull Terrier حوالي عام 1915

في بداية القرن التاسع عشر، تم تطوير سلالات «الثيران وتيرير» لتلبية احتياجات مكافحة الحشرات ورياضات الدم التي تعتمد على الحيوانات. استند بُلْتَرْيَر إلى كلب بول الإنجليزي القديم (المنقرض الآن) والكلاب الإنجليزية القديمة مع كلاب أخرى محتملة. جمعت هذه السلالة الجديدة بين سرعة ومهارة الكلاب المبنية بشكل خفيف مع المثابرة الصارمة لـ كلب بول، أدائه ضعيف في معظم المواقف القتالية، حيث تم تربيته بشكل حصري تقريبًا لمحاربة الثيران والدببة المربوطة إلى وظيفة. بدأ العديد من المربين في تربية كلب بول بالكلاب، بحجة أن مثل هذا الخليط يعزز جودة القتال. على الرغم من حقيقة أن التهجين بين كلب بول ذا قيمة عالية، لم يتم فعل الكثير أو لم يتم فعل أي شيء للحفاظ على السلالة في شكلها الأصلي. نظرًا لعدم وجود معايير سلالة - كان التكاثر للأداء وليس المظهر - انقسم «الثور والجحر» في النهاية إلى أسلاف "Bull Terrier" و " Staffordshire Bull Terriers "، كلاهما أصغر وأسهل في التعامل مع السلف.
في منتصف القرن التاسع عشر، بدأ جيمس هينكس في تربية بُلْتَرْيَر بـ «الكلاب البيضاء الإنجليزية» (المنقرضة الآن)، بحثًا عن مظهر أجمل بأرجل ورأس أفضل. في عام 1862، دخل هينكس سدًا يسمى "Puss" أنجب كلب بول الأبيض المسمى بـ «مادمان» في تدريب بُلْتَرْيَر في عرض الكلاب الذي أقيم في حدائق كريمورن في تشيلسي ، لندن. أولا، لم يكن لدى هذه الكلاب بعد «وجه البيضة» المألوف الآن، لكنها أبقت التوقف في شكل الجمجمة. كان الكلب يتمتع بشعبية على الفور واستمر التكاثر، مستخدمًا الدلماسي، المؤشر الأسباني، والويبت لزيادة الأناقة وخفة الحركة؛ وبورزوي وكولي الخام لتقليل التوقف. حيث اراد هينكس أن تكون كلابه بيضاء، وتم تربيتها خصيصًا لهذا الغرض. يُعرف الآن أول بُلْتَرْيَر حديث باسم «لورد جلاديتور»، منذ عام 1917، كونه أول كلب بلا توقف على الإطلاق.  
بسبب المشاكل الطبية المرتبطة بالتكاثر الأبيض بالكامل، بدأ تيد ليون من بين آخرين في إدخال الألوان، باستخدام ستافورد شاير بُلْتَرْيَر في أوائل القرن العشرين. تم التعرف على كلاب الثور الملونة على أنها مجموعة منفصلة (على الأقل من قبل AKC) في عام 1936. Brindle هو اللون المفضل، لكن الألوان الأخرى مرحب بها.  

جنبا إلى جنب مع التشكل، تم البحث عن سمات سلوكية محددة.

Bull Terrier
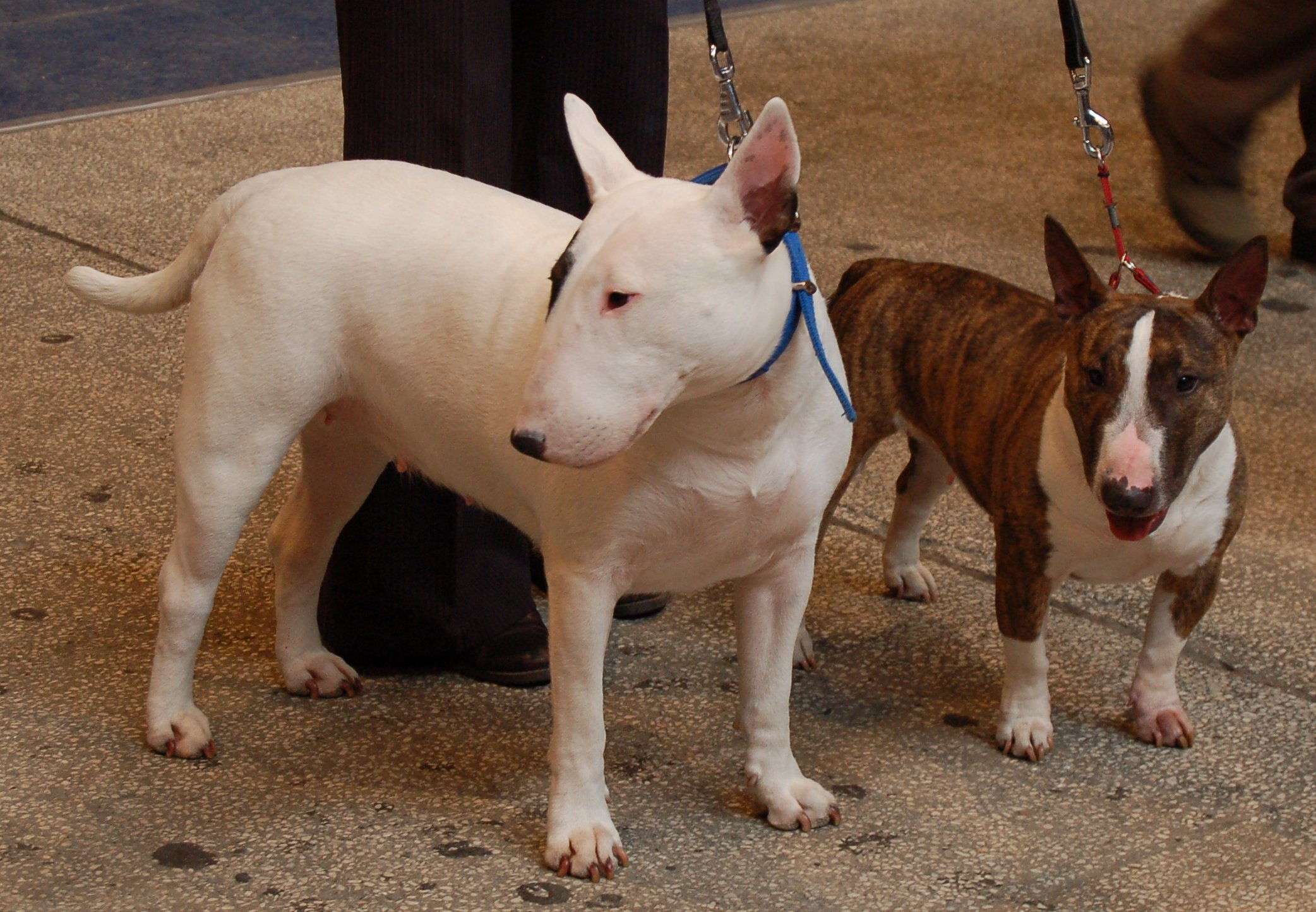
مع جحر الثور المصغر  [لغات أخرى]‏
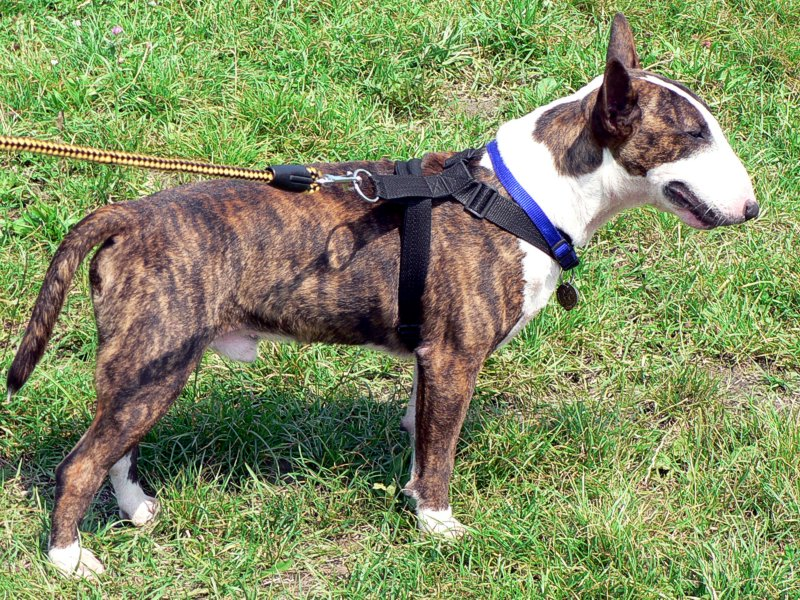
Brindle و White Bull Bull Terrier
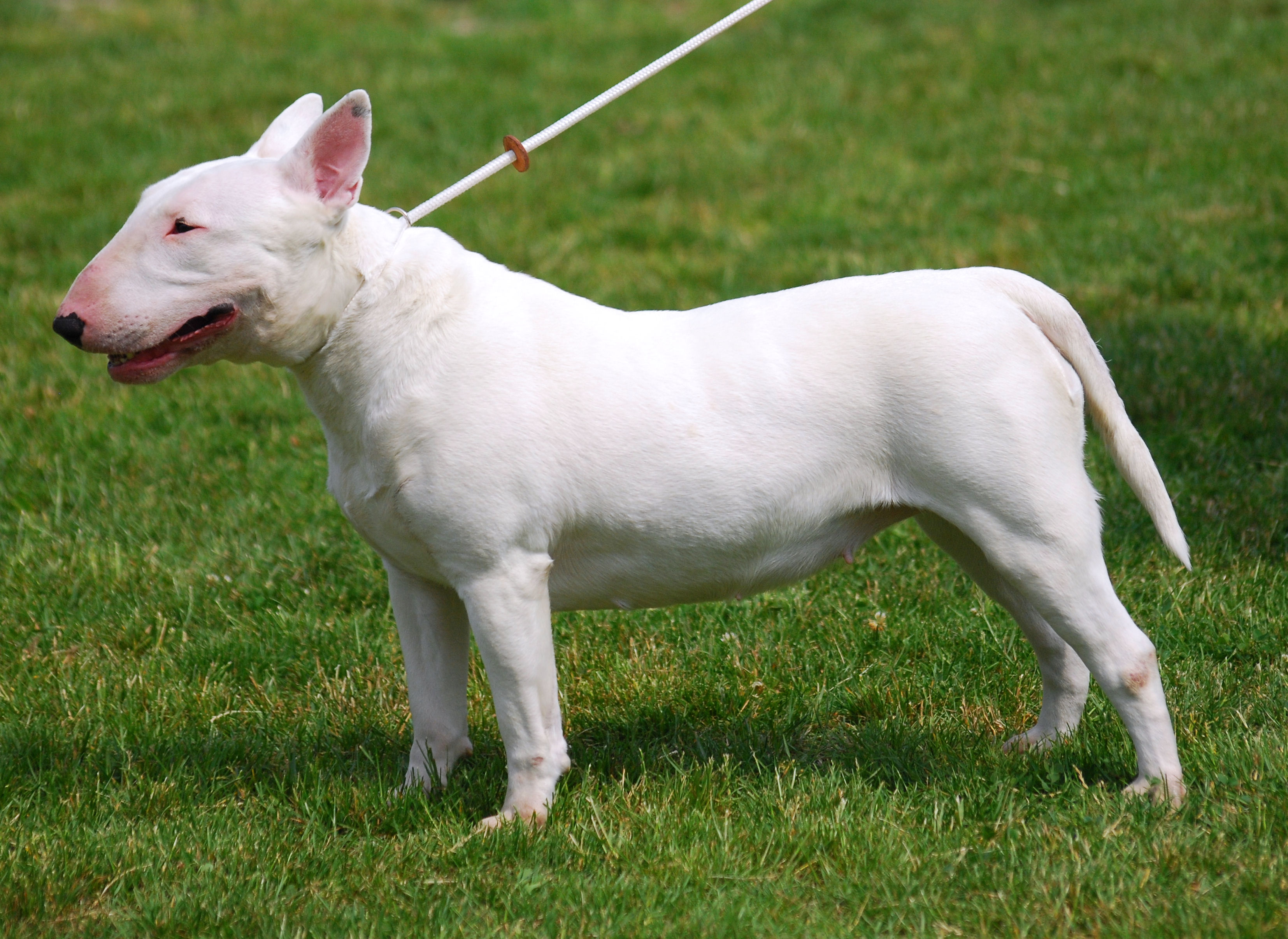
وايت بول تيرير
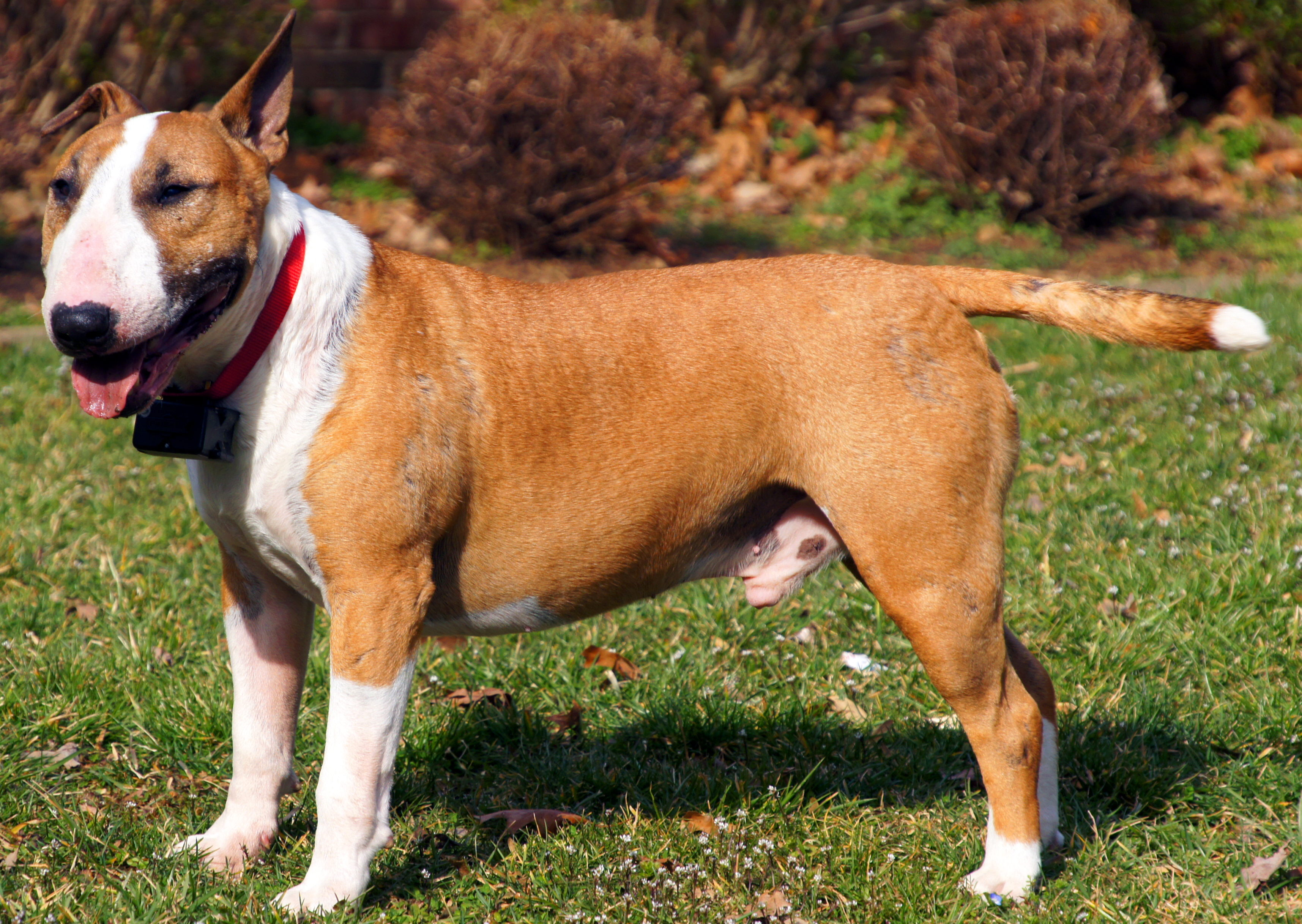
جحر الثور الأحمر والأبيض
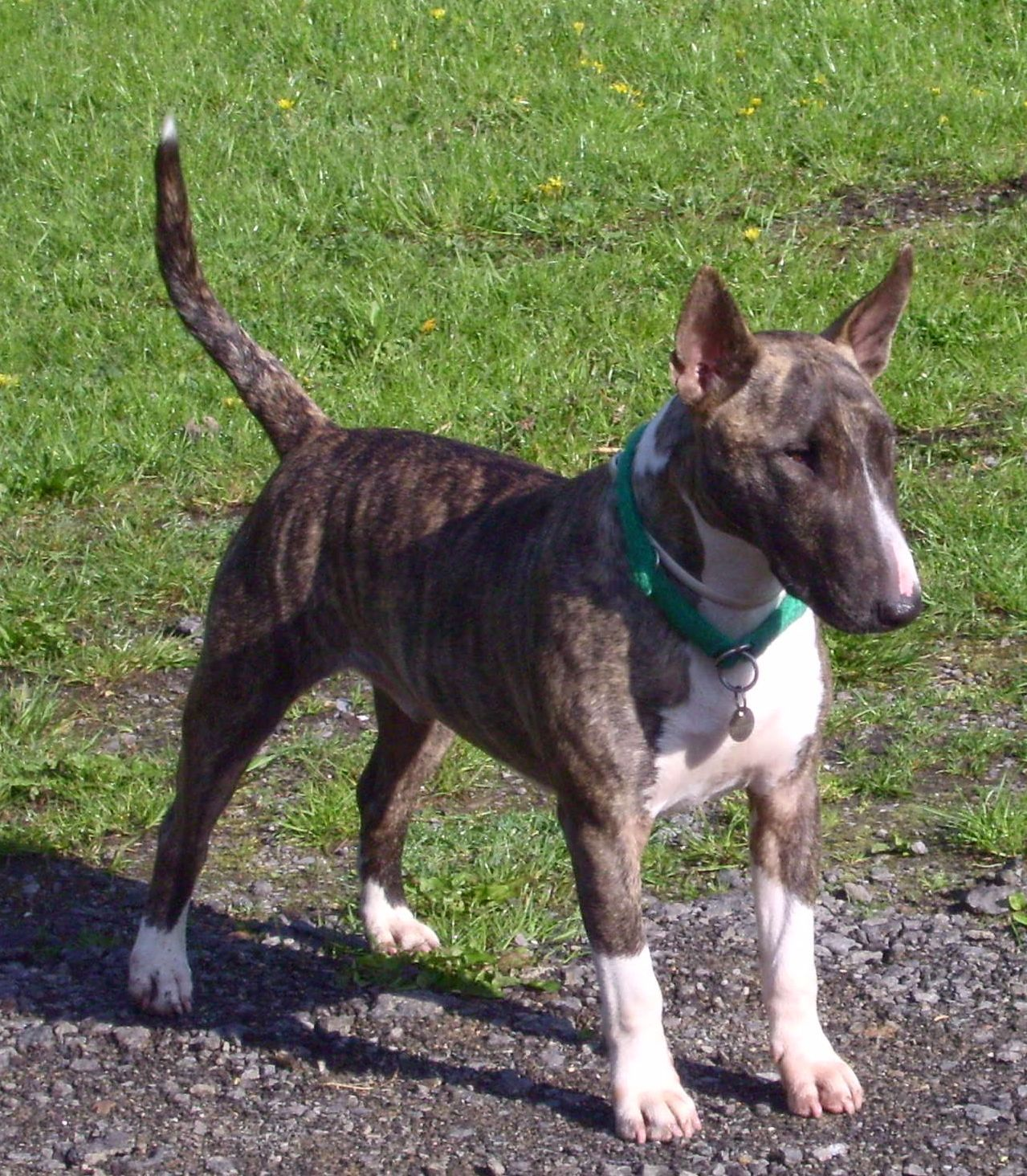
جحر الثور الحديث

## شهرة بُلْتَرْيَر

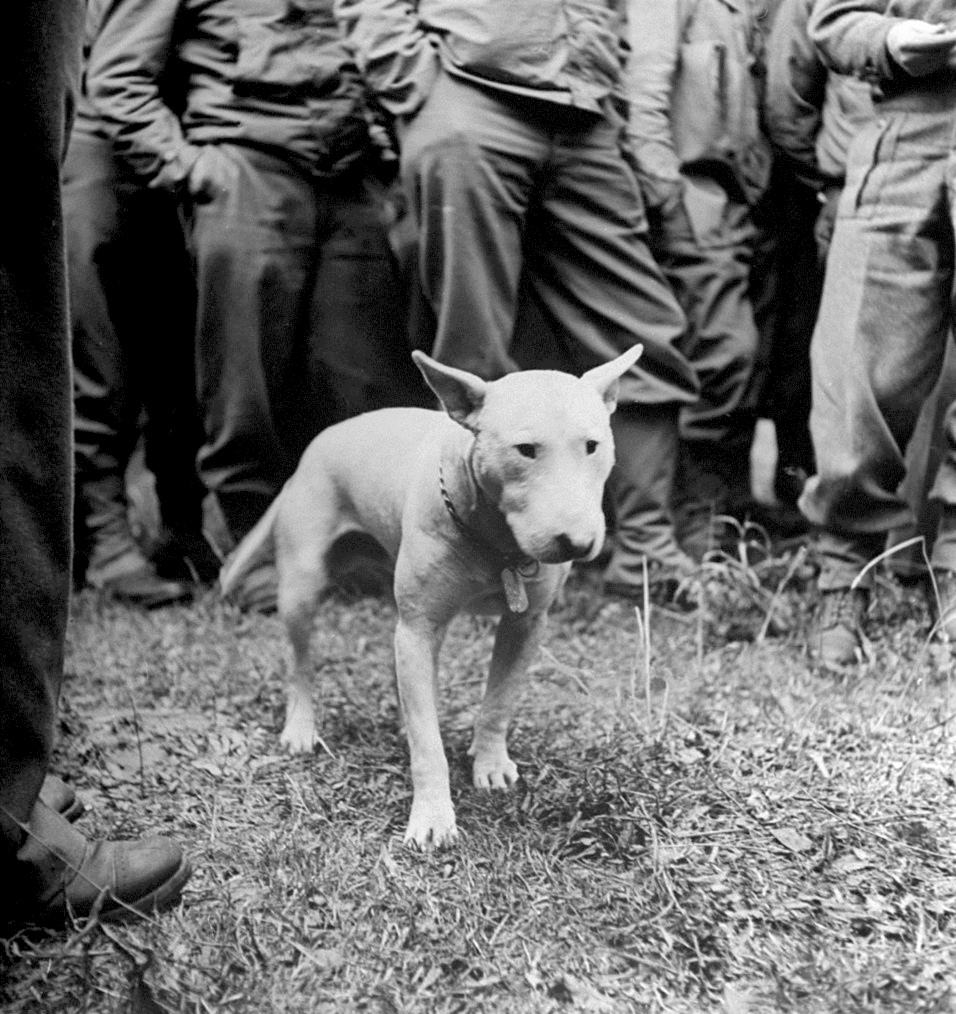
ويلي ، مرتديًا علامة كلب الجيش الخاصة به ، مع الجنرال باتون والجيش الأمريكي الثالث في طريقهم إلى باريس (أغسطس 1944)

- يمتلك ثيودور روزفلت العديد من الحيوانات الأليفة، بما في ذلك بُلْتَرْيَر بيت. عُرف بيت من قبل الكثير من الصحافة المعاصرة، بعد أن عض كاتبًا بحريًا وطارد السفير الفرنسي وعضه.[18] [19] [20]
- امتلك الجنرال جورج س.باتون كلب بُلْتَرْيَر يدعى ويلي. ينتمي الكلب إلى طيار سقط في سلاح الجو الملكي البريطاني، واشتراه باتون في إنجلترا عام 1944 عندما دخل في شجار مع كلب دوايت دي أيزنهاور، واعتذر باتون قائلاً: إن ويلي كان مُتفوقًا عليه وسيقتصر على الأحياء.[21] [22] [23]
- في فيلم الرحلة المذهلة عام 1963، إستناداً إلى رواية شيلا بيرنفورد التي تحمل الاسم نفسه، تؤدي أنثى بُلْتَرْيَر تدعى مافي دور أولد بودجر، أكبر الحيوانات الثلاثة.
- Spuds MacKenzie هي شخصية خيالية تستخدم في حملة إعلانية واسعة النطاق لتسويق بيرة ضوء البراعم في أواخر الثمانينيات، وقد صورها بول تيرتر المسمى عين شجرة العسل الشريرة.
- بولسي (المعروفة سابقًا باسم سبوت) هي مينياتور بول تيرتر وهي حاليًا المسوقة الرسمية لشركة تارقت.

## روابط خارجية
- بلترير على مشروع الدليل المفتوح